# Jean-Marie Gustave Le Clézio
Jean-Marie Gustave Le Clézio ali J.M.G. Le Clézio, francosko-mavricijski pisatelj, * 13. april 1940 Nica, Francija.
Njegov oče je bil zdravnik iz Mavricija z državljanstvom Združenega kraljestva, kjer je služil v vojski, mati pa Francozinja. Med drugo svetovno vojno je družina živela ločeno življenje. Zgodaj je začel pisati v francoščini, leta 1963 je izdal svoj prvenec, knjigo z naslovom Proces-Verbal, zanjo je prejel francosko nagrado za književnost Prix Renaudot. Leta 2008 je za svoja dela prejel Nobelovo nagrado za književnost.

## Izbor del
Napisal je okoli 50 knjižnih del, večinoma romanov. Takšna so dela:
- La fièvre
- L' extase matérielle
- Terra amata
- Le livre des fuites
- La guerre
- Désert
- Le chercheur d'or
- Onitsha
- Etoile errante
- Le poisson d'or
- Ourania
- Révolutions